# Karl Julius Guyet

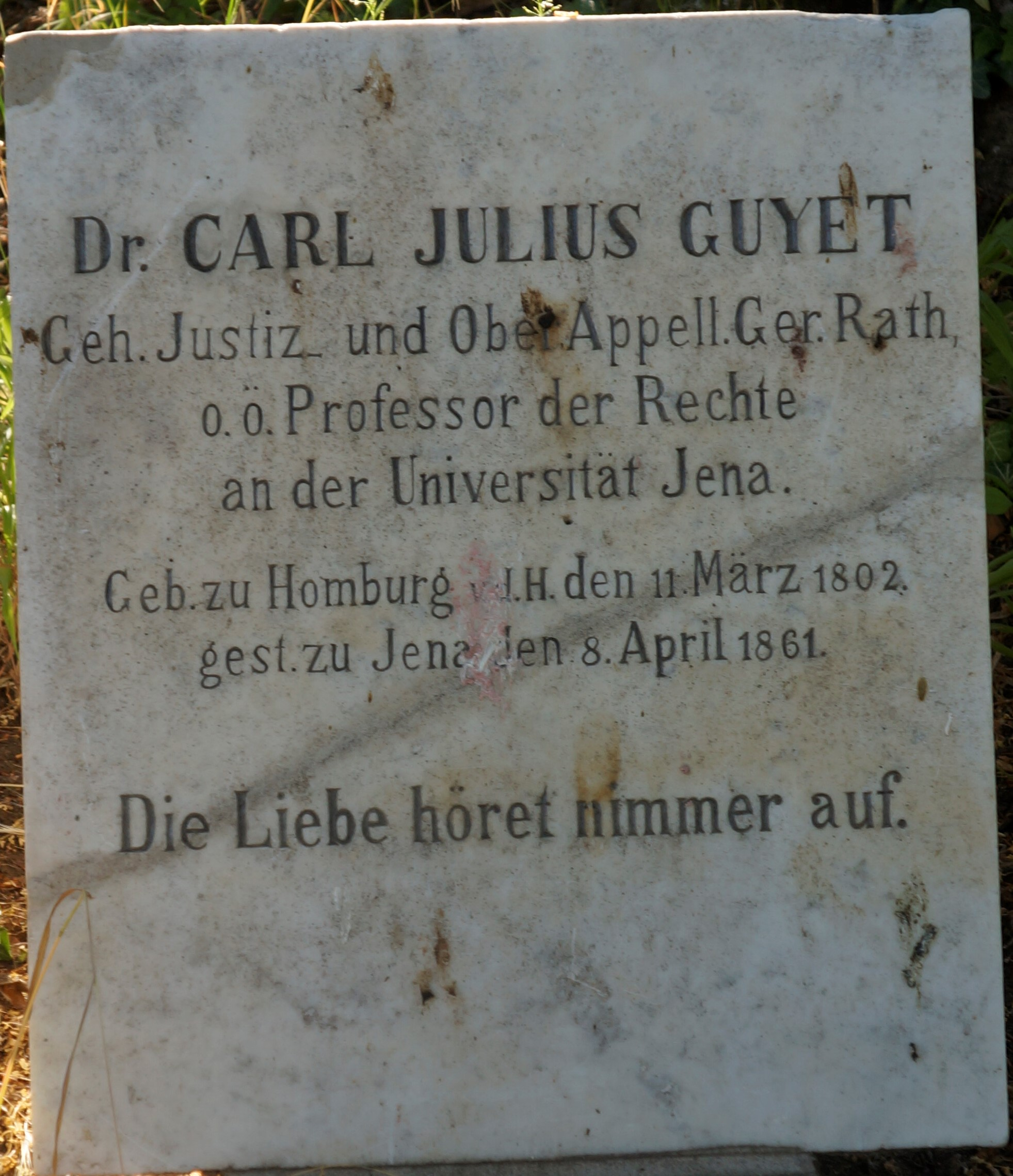
Grabplatte auf dem Johannisfriedhof in Jena

Karl Julius Guyet (* 11. März 1802 in Homburg v. d. Höhe; † 8. April 1861 in Jena, auch Carl Julius Guyet) war ein deutscher Rechtswissenschaftler, Richter und Hochschullehrer.

## Leben
Guyet, Sohn eines französischen Hauptmanns, besuchte in Heidelberg das dortige Gymnasium und studierte anschließend ab 1818 an der örtlichen Universität sowie an der Universität in Berlin Rechtswissenschaften. Die Promotion folgte 1823 in Heidelberg sowie dort noch im selben Jahr die Habilitation. Er war an der Universität zunächst als Privatdozent tätig und wurde 1827 zum außerordentlichen Professor ernannt.
Guyet nahm 1836 einen Ruf als ordentlicher Professor und Oberappellationsgerichtsrat nach Jena an, 1843 folgte die Ernennung zum Geheimen Justizrat. Er war 1839, 1844 sowie 1853 Rektor der Universität Jena. 1856 wurde er schließlich Ordinarius der Juristenfakultät und des Schöffenstuhls.
Der Rechtswissenschaftler Eduard Chambon war sein Schwiegersohn.

## Werke (Auswahl)
- Abhandlungen aus dem Gebiete des Civilrechts. Winter, Heidelberg 1829.
- De more regionis: Disputatio. Jena 1837.
- mit Friedrich Ortloff: Juristische Abhandlungen und Rechtsfälle. Band I, 1847.